# Ozero Nizgolovje
Ozero Nizgolovje (ryska: Озеро Низголовье) är en sjö i Belarus.   Den ligger i voblasten Vitsebsks voblast, i den norra delen av landet, 160 km nordost om huvudstaden Minsk. Ozero Nizgolovje ligger 122 meter över havet. Arean är 0,31 kvadratkilometer. Den sträcker sig 0,7 kilometer i nord-sydlig riktning, och 0,6 kilometer i öst-västlig riktning.
Omgivningarna runt Ozero Nizgolovje är en mosaik av jordbruksmark och naturlig växtlighet. Runt Ozero Nizgolovje är det glesbefolkat, med 18 invånare per kvadratkilometer.